# Klaasohm
 (décembre 2024).

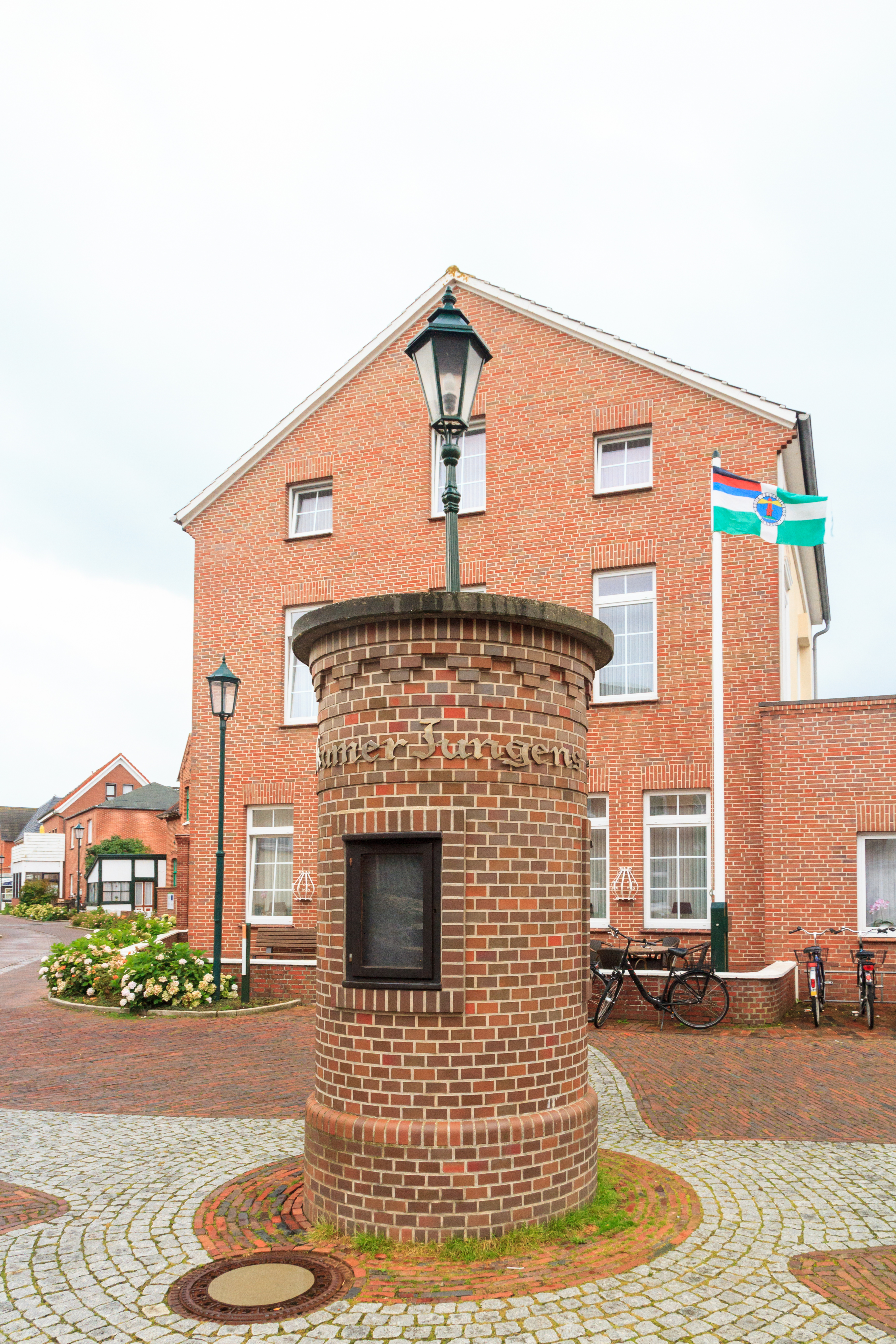
Le pilier de l'Association des jeunes hommes de Borkum, duquel les Klaasohms sautaient le 5 décembre.

Le Klaasohm est une coutume sur l'île de Borkum, en mer du Nord. La fête est destinée à renforcer la solidarité entre insulaires ainsi que le sentiment de leur identité commune ; elle est célébrée dans la nuit du 5 au 6 décembre. Il est organisé par l'Association des jeunes hommes de Borkum (Verein Borkumer Jungens), qui a été fondée en 1830.
Jusqu’en 2023, une partie de la coutume impliquait de chasser et de coincer des jeunes femmes. Puis des hommes, habillés en « Klaasohms », surgissent et les frappent sur les fesses avec des cornes de vache. Ce rituel a été critiqué comme une manifestation de violences contre les femmes. En conséquence de quoi, l'Association a annoncé en 2024 renoncer dorénavant à la partie violente du festival.

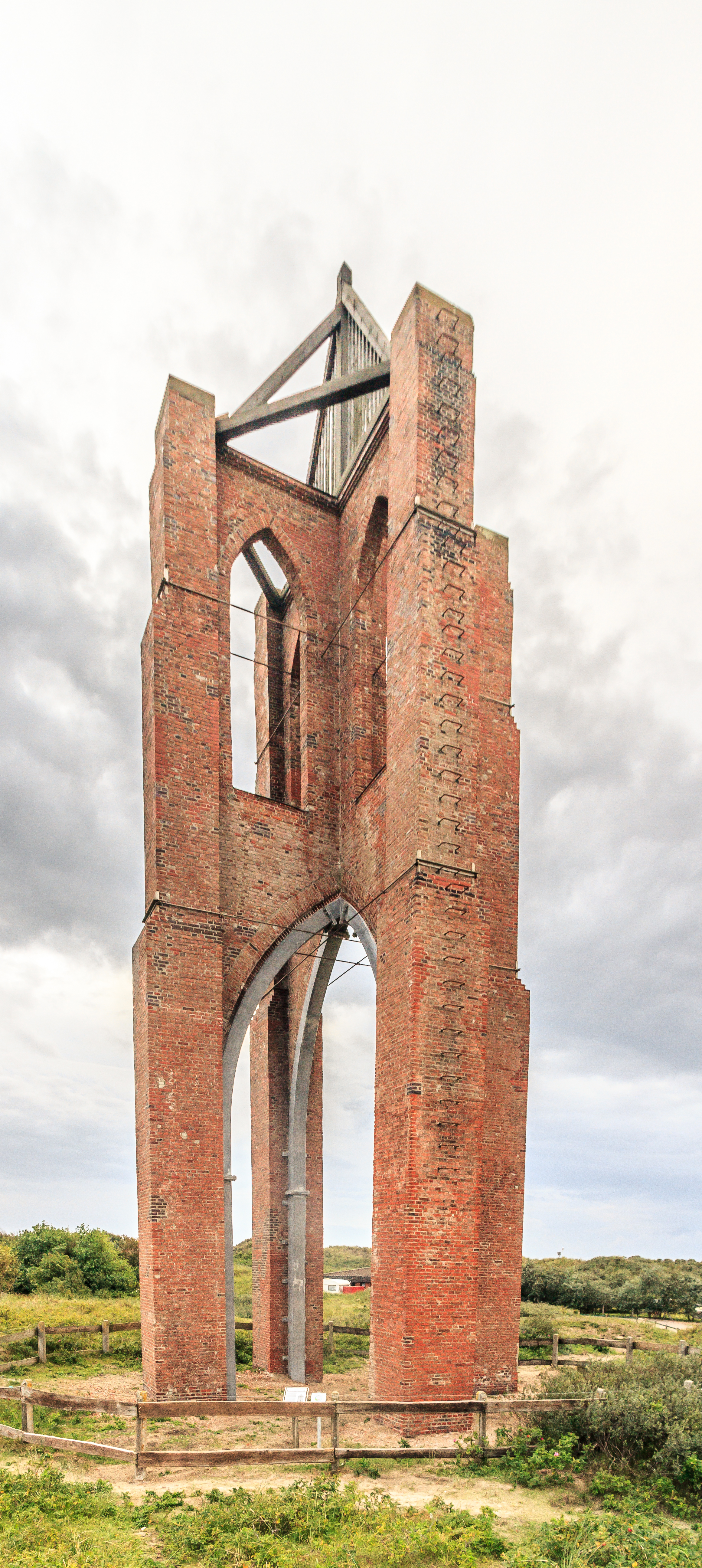
Le Grand Cap, construit en 1872.

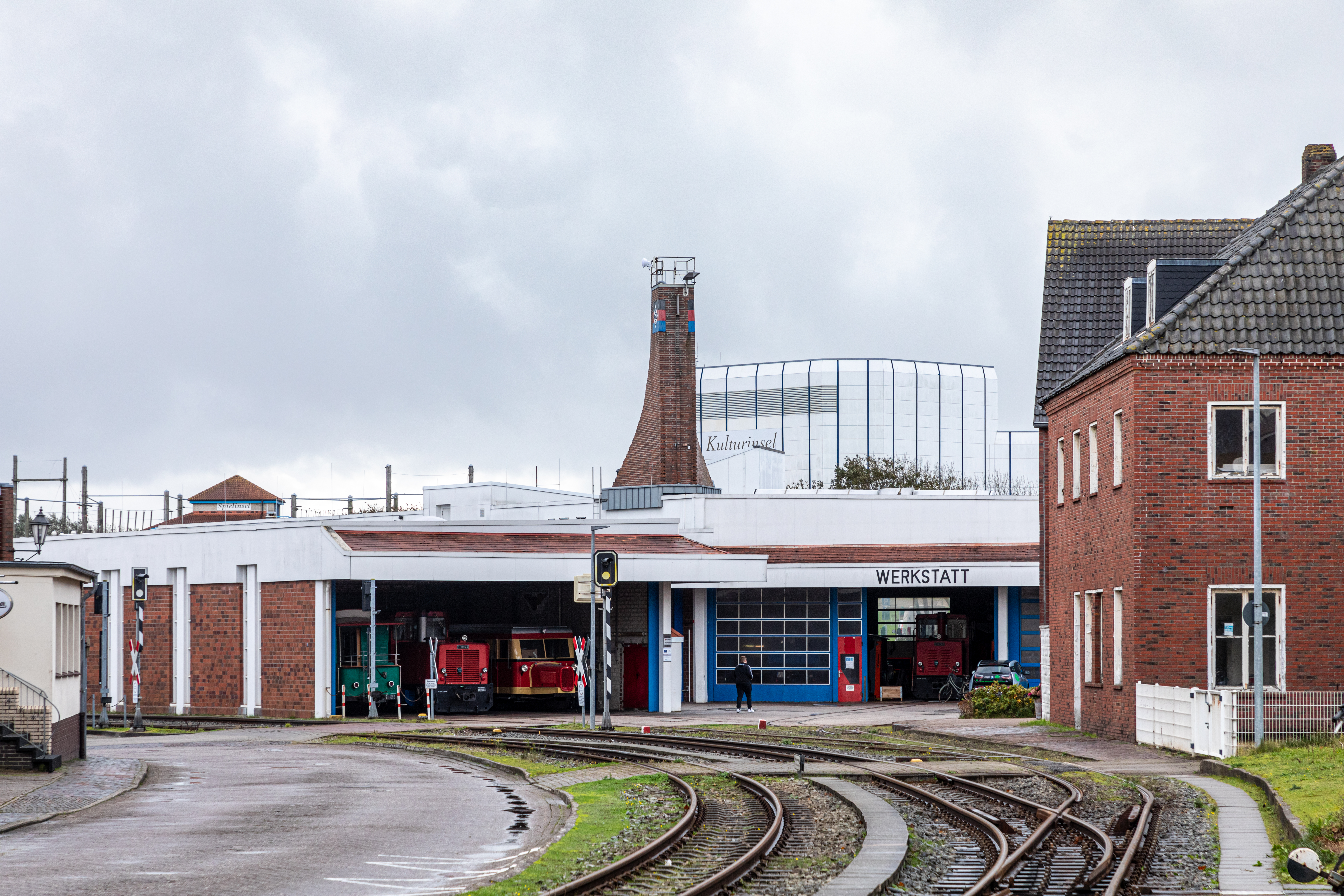
Dépôt de Borkum Kleinbahn.

## Histoire
Le Klaasohm (litt. l'« Oncle Nicolas »), une tradition de l'île de Borkum, mêle des éléments du culte de Saint-Nicolas à des influences germaniques plus anciennes, notamment liées à Wodan, le dieu germanique des morts et chef de la Chasse Sauvage. Si Saint-Nicolas était particulièrement vénéré en Frise orientale comme le protecteur des marins et contre les inondations, le Klaasohm a évolué en une fête masculine stricte dont les femmes étaient exclues, sous peine de sanctions. Cette célébration, jadis plus proche des traditions de Knecht Ruprecht ou du Zwarte Piet, a vu ses règles se durcir sur Borkum, contrairement à d'autres îles. Bien que certaines sources évoquent une origine liée au retour des baleiniers, cette théorie est contestée. La fête a été suspendue uniquement pendant la Seconde Guerre mondiale et lors de la pandémie de COVID-19 en 2020 et 2021.

## Déroulement
Selon la légende, le Klaasohm reste enterré sous le Grand Kaap toute l'année et n’en sort que le soir du 5 décembre. Lors des festivités, six jeunes hommes célibataires de l'Association des Jeunes hommes de Borkum (Verein Borkumer Jungens), déguisés en Klaasohms (deux petits, deux moyens et deux grands selon leur âge) ainsi qu’un Wiefke, incarné par un homme déguisé en femme, déambulent dans l’île. L’identité des participants reste secrète jusqu’au dernier moment. Après un rituel d’habillage et des combats symboliques dans une halle, où seuls les hommes nés à Borkum sont admis, les groupes parcourent l’île en évitant de se croiser, visitant restaurants, maisons, hôpitaux et maisons de retraite. Les Klaasohms, guidés par des assistants, capturent des jeunes femmes pour leur donner des coups avec des cornes de vache, causant souvent des blessures. En échange, les femmes reçoivent des Moppe, un gâteau au miel dur. Le festival se termine sur une place où chaque Klaasohm et le Wiefke sautent d'une colonne dans une foule qui les réceptionne. Quelques semaines avant, une version adaptée pour enfants, le Kinder-Klaasohm, est célébrée.
Les Klaasohms portent une tunique blanche à rayures rouges et un Skebellenskopp, une grande coiffe cylindrique d’un mètre de haut recouverte de peau de mouton et décorée de plumes et d’ailes de mouette, avec deux ouvertures pour les yeux et une pour boire. Le Wiefke, qui représente une femme, porte un masque en peau de phoque, une coiffe de lin blanc, un tablier blanc et une jupe, avec des poches contenant des bonbons appelés Moppe. Klaasohms et Wiefke sont également équipés de cornes de vache.

## Critiques et controverses
Le Klaasohm de Borkum a suscité des controverses croissantes en raison de la tradition consistant à frapper les femmes avec des cornes de vache, souvent cause des blessures. Bien que cette pratique ait été critiquée depuis des années, des reportages en 2024 par le média en ligne STRG_F et le magazine Panorama ont mis en lumière des témoignages anonymes évoquant un « climat de peur » sur l’île, des menaces envers les journalistes et des tentatives de dissimulation par les autorités locales et les organisateurs, le Verein Borkumer Jungens. Face à la polémique, les organisateurs ont annoncé l’abolition des violences lors des festivités. La tradition, qui reflète un passé archaïque où la violence contre les femmes était courante dans des rituels similaires en Allemagne, est perçue comme incompatible avec les critères de l’UNESCO pour la protection du patrimoine immatériel. Malgré l’absence de plaintes officielles pendant plusieurs années, la police a confirmé des signalements en 2023. Le débat reste vif entre préservation culturelle et respect des droits humains.

### Évolutions récentes
Après la controverse suscitée par les reportages de STRG_F et Panorama sur les violences lors du Klaasohm, le Verein Borkumer Jungens et le maire de Borkum Jürgen Akkermann ont finalement réagi publiquement. Le 29 novembre 2024, le Verein a annoncé l’abolition complète de la pratique de frapper les femmes, rejetant et s’excusant pour les violences passées. Une déclaration officielle de la ville de Borkum a également été publiée, critiquant le reportage pour son manque de précision et dénonçant les attaques contre les insulaires sur les réseaux sociaux. Les organisateurs ont reconnu qu’ils auraient dû collaborer plus tôt avec la presse pour éviter cette crise. Entre-temps, la vidéo de la controverse a accumulé plus d’un million de vues sur YouTube, provoquant un débat national et des mesures policières renforcées pour les prochaines festivités.
Face à cette situation, le maire et les organisateurs ont annoncé des mesures de sécurité pour l’édition de 2024, notamment la mise en place de Safe Rooms, une ligne téléphonique d’urgence et l’implication de femmes comme agents de sécurité. Une campagne d’information a été lancée sur le site web de la ville, et une réunion publique a été organisée pour apaiser les tensions et répondre aux questions des habitants et visiteurs. Le maire, J. Akkermann, a insisté sur le fait que la violence ne ferait plus jamais partie du festival, tandis que le Verein a souligné qu’il avait déjà entrepris une modernisation interne de la tradition, mais sans la communiquer publiquement jusqu’à présent.

## Aux Pays-Bas
Sur les îles habitées de la mer des Wadden néerlandaise, des fêtes similaires à celle de Klaasohm sont célébrées autour du 5 décembre, comme le Klozum à Schiermonnikoog, le Sunneklaas à Ameland, le Sunderum à Terschelling et l’Opkleden au Vlieland. À Texel, la fête d'Ouwe Sunderklaas a lieu le 12 décembre. Ces festivités sont des célébrations réservées aux insulaires, attirant même des anciens habitants qui reviennent chaque année, tandis que les étrangers ou touristes sont souvent non désirés. Selon l'ethnologue néerlandais Bert van Zantwijk, les célébrations de Borkum et d'Ameland sont celles qui restent les plus fidèles aux origines. À l'origine, ces fêtes étaient exclusivement masculines, et les femmes ne pouvaient pas être vues dans les rues sous peine d'être frappées.

## Liens Internet
- (de) « Moije Stünden an de hochste Fierdag – Börkums Klaasohm » [archive du 1er janvier 2018], Borkumer Zeitung, 5 décembre 2006 (consulté le 3 décembre 2024)
- (de) Christina Brüning, « Wenn die Borkumer ihre Frauen verprügeln », Die Welt, 7 décembre 2009 (consulté le 2 décembre 2024)
- (de) « Das Schweigen der Insel – Wenn Borkum Klaasohm feiert », ARD Mediathek, Panorama, 26 novembre 2024 (consulté le 2 décembre 2024)
- [vidéo] STRG F, « Mit Kuhhorn auf Frauenjagd: Klaasohm auf Borkum », sur YouTube, 30 novembre 2024